# ت مثل تقلب
ت مثل تقلب (به فرانسوی: Vérités et mensonges، «حقایق و دروغ‌ها») فیلمی به کارگردانی، بازیگری و نویسندگی اورسن ولز است.